# Legge Guizot
Nell'ordinamento civile francese, la legge Guizot è stata una norma recante disposizioni sull'istruzione primaria, approvata il 28 giugno 1833. La norma introdusse la distinzione fra istruzione primaria e istruzione primaria superiore (esistita in Francia fino al 1941). Essa regolamentava la professione di insegnante di scuola primaria, richiedendo che ogni dipartimento mantenesse un istituto di formazione per tale categoria lavorativa.
L'educazione deve comprendere l'istruzione morale e religiosa, la lettura, la scrittura, gli elementi della lingua francese e l'aritmetica, il sistema legale di pesi e misure
Qualsiasi persona maggiorenne, munita di un certificato di buona condotta e che avesse superato un esame di qualifica, poteva insegnare nella scuola primaria. Purtuttavia, ogni dipartimento doveva mantenere in attività un istituto di formazione per docenti.
La legge Falloux del 1850 avrebbe reso obbligatoria la scolarizzazione per le ragazze. Le leggi Jules Ferry avrebbero poi esteso la gratuità dell'istruzione fino ai 12 anni di età. L'insieme di queste misure contribuì a stroncare l'analfabetismo nel 1870. 

## Proposta di legge
Questa legge fu proposta e attuata principalmente da François Guizot, Ministro dell'istruzione pubblica nel Governo Soult I, e precedette le leggi Jules Ferry. Fu una delle principali leggi approvate durante la Monarchia di luglio, che dava attuazione all'articolo 69 della Carta del 1830 il quale prevedeva una legge sull'"istruzione pubblica e la libertà di insegnamento".
In 25 articoli, la legge Guizot trattava lo scopo, l'organizzazione e la supervisione dell'istruzione primaria, definendo l'istruzione primaria elementare.
La legge recitava:
Art. 2: Le preferenze dei padri saranno sempre consultate e seguite per quanto riguarda la partecipazione dei loro figli all'istruzione religiosa.»
La presenza di questo articolo diventa più chiara qualora si rammenti che François Guizot era di fede riformata.
L'istruzione primaria superiore comprendeva elementi di matematica, scienze naturali, storia e geografia. Nozioni più avanzate erano trasmesse in base alle esigenze e alle risorse locali.

## Campo di applicazione
L'istruzione non era né obbligatoria né gratuita. L'articolo 14 stabiliva che i bambini "indicati dai consigli comunali come non in grado di pagare alcuna retta" potessero essere ammessi a titolo gratuito. L'articolo 21 affidava al comitato locale la responsabilità di garantire "l'istruzione gratuita ai bambini poveri", che erano circa uno su tre. L'istruzione era riservata ai ragazzi: si sarebbe dovuta attendere la legge Falloux del 1850 per l'obbligatorietà delle scuole femminili. Tuttavia, le disposizioni della legge Guizot furono già parzialmente estese alle ragazze con l'ordinanza del 23 giugno 1836.

## Organizzazione dell'istruzione primaria
La legge Guizot organizzò l'istruzione primaria intorno a due principi:
- la libertà di insegnamento: qualsiasi persona di diciotto anni poteva lavorare liberamente come insegnante di scuola elementare, a condizione che avesse superato un esame e presentato un certificato di buona condotta;
- l'organizzazione dell'insegnamento primario pubblico, integrato con l'università: ogni dipartimento doveva mantenere un istituto di formazione per insegnanti, da solo o in collaborazione con uno o più dipartimenti vicini (art. 11 della legge Guizot).

(art. 9 della legge Guizot)
Inoltre, ogni comune doveva stipendiare un insegnante; il comune poteva adempiere ai suoi obblighi sovvenzionando una scuola elementare confessionale stabilita sul suo territorio.
La legge istituì un corpo di ispettori incaricati di garantirne la corretta applicazione.

## Libertà controllata
In merito al certificato di buona condotta, che ogni insegnante doveva essere in grado di produrre, la legge prevedeva:
(art. 4 della legge Guizot)
. 
(art. 7 della legge Guizot)
L'articolo 17 definiva la composizione del comitato di vigilanza locale: ne facevano parte il sindaco o un suo delegato, un ministro di ciascuna delle religioni riconosciute dallo Stato e alcuni notabili residenti nominati dal comitato distrettuale.

## Adozione
Il dibattito parlamentare fu irto di difficoltà. Il testo fu attaccato dai cattolici, ostili all'esistenza dell'istruzione pubblica, e dalla sinistra voltairiana e anticlericale, che si opponeva alla libertà di insegnamento religiosa.
Guizot si impegnò personalmente per garantire che l'istruzione primaria includesse l'educazione morale e confessionale, ma dovette rinunciare all'idea di estendere i benefici della sua legge all'istruzione primaria femminile, che continuava a non essere regolamentata ed era quindi di fatto abbandonata alle congregazioni religiose.
Dopo la promulgazione della legge il 28 giugno 1833, Guizot inviò una circolare a tutti gli insegnanti di Francia, datata 18 luglio 1833, in cui esponeva le loro responsabilità e i loro doveri, concludendo con queste parole: 
(Guy Antonetti, Louis-Philippe, Paris, Fayard, 2002, p. 711)
In seguito alla promulgazione della legge, fu lanciata una vasta indagine nazionale, ufficialmente denominata Ispezione generale delle scuole elementari, che comprendeva domande sulle condizioni materiali dell'istruzione primaria, come i libri e gli stipendi degli insegnanti.
L'attuazione della legge Guizot contribuì ad aumentare notevolmente l'alfabetizzazione in Francia: nel 1848, due terzi dei coscritti sapevano leggere, scrivere e far di conto; al momento della promulgazione della legge, il 50% dei coscritti era analfabeta. Nel 1870 l'analfabetismo era quasi scomparso e le leggi proposte da Jules Ferry diedero a tutti i cittadini francesi l'accesso all'istruzione gratuita fino all'età di 12 anni.